# Bulbophyllum sawiense
Bulbophyllum sawiense là một loài phong lan thuộc chi Bulbophyllum.